# Rós ha-sána
A rós ha-sána időpontja:
A zsidó naptár szerint:
- tisri 1–2.

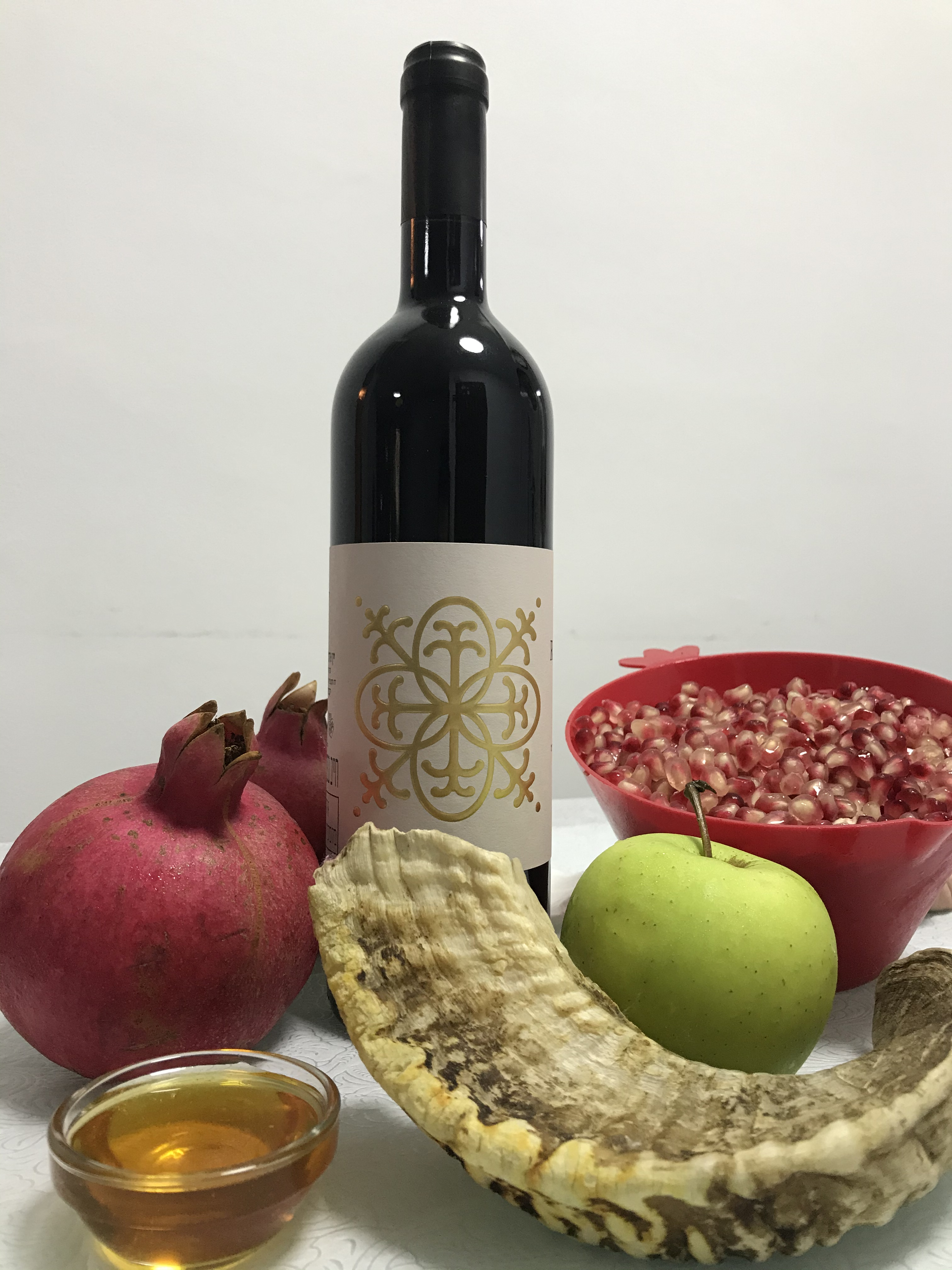
Az ünnep jelképei: sófár, gránátalma, bor, alma és méz

(Az első nap előtti nap napnyugtától az utolsó napon az első három csillag megjelenéséig tart az ünnep.)
A Gergely-naptár szerint:
- 5766: 2005. október 3–5.
- 5767: 2006. szeptember 22–24.
- 5768: 2007. szeptember 12–14.
- 5769: 2008. szeptember 29–október 1.
- 5770: 2009. szeptember 18–20.
- 5771: 2010. szeptember 8–10.
- 5772: 2011. szeptember 28–30.
- 5773: 2012. szeptember 16–18.
- 5774: 2013. szeptember 4–6.
- 5775: 2014. szeptember 24–26.
- 5776: 2015. szeptember 13–15.
- 5777: 2016. október 2–4.
- 5778: 2017. szeptember 20–22.
- 5779: 2018. szeptember 9–11.
- 5780: 2019. szeptember 29–1.
- 5781: 2020. szeptember 18–20.
- 5782: 2021. szeptember 6–8.
- 5783: 2022. szeptember 25–27.
- 5784: 2023. szeptember 15–17.
- 5785: 2024. október 2–4.
- 5786: 2025. szeptember 24–26.
- 5787: 2026. szeptember 17–19.
- 5788: 2027. október 1–3.
- 5779: 2028. szeptember 20–22.
- 5780: 2029. szeptember 10–12.

Tisri 1. szeptember 6. és október 5. közé esik – csak hétfőn, kedden, csütörtökön vagy szombaton lehet.)
Rós ha-sána – az év kezdete (feje) (héberül: רֹאשׁ הַשָּׁנָה rōʾš hăššānâ, askenáz kiejtéssel Rajs hásónó; mai kiejtéssel kettőzés nélkül és az a megnyúlásával) a zsidó zsinagógai újév.

## A zsidó újévek
A zsidó naptár szerint négy újév van:
- niszán hónap elseje (a királyok és ünnepek újéve – a Tóra ezzel kezdi számolni a hónapokat, az alul található ünneplista szintén)
- elul elseje (a tizedek újéve)
- tisri elseje (a zsinagógai újév, a teremtés ünnepe, a naptári év kezdete, jelen cikkünk)
- svát hónap tizenötödike (a fák újéve).

## Rós ha-sána
Az év feje – ez a kifejezés csak egyszer szerepel a Bibliában, akkor sem kifejezetten az ünnepre, vagy a napra utal, inkább tisri hónapra:
בעשרים וחמש שנה לגלותנו בראש השנה בעשור לחדש בארבע עשרה שנה אחר אשר הכתה העיר בעצם היום הזה היתה עלי יד־יהוה ויבא אתי שמה

## Jóm hatterúá: A kürtölés napja
A riadó napja, a kürtharsogás napja – a Tóra így nevezi az ünnepet, mert az esemény nagyon jellemző tartozéka a sófár, egy ősi zsidó hangszer. Ez a hangszer egy egyszerű kosszarv, melyet fújva szólaltatnak meg. A Talmud szerint ez a kosszarv emlékezteti a zsidókat arra a kosra, amelyet Ábrahám feláldozott fia helyett:
„És felemelé Ábrahám az ő szemeit, és látá hogy ímé háta megett egy kos akadt meg szarvánál fogva a szövevényben. Oda méne tehát Ábrahám, és elhozá a kost, és azt áldozá meg égő áldozatul az ő fia helyett.” (1 Mózes 22:13; Károli)
A reggeli szertartás központi eleme a sófárfújás. Ennek során száz sófárhangot szokás meghallgatnia a hívőknek, de harminc a háláhá szerint kötelező. A sófár eredetének magyarázataként első napon Izsák születését, másodikon megkötözését tanulmányozzák.
A sófárt háromféleképpen szólaltatják meg, ezek a tkiá, a svárim és a t(e)ruá. Tisri elsején a délelőtti istentisztelet (muszáf) hármas tagolása is a sófár hangjaira utal. Tisri elsején legfontosabbként a teruá (riadó) fújást érdemes megemlíteni, amely arra emlékezteti a zsidóságot, hogy Isten mellette áll, és megsegíti a bajban. Erről a hangról nevezték el az ünnepet a riadó napjának, vagy még inkább a biztató sófárhang napjának.
Ha a rós ha-sána szombatra esik, nem fújnak sófárt.

## Jóm haddín: Az ítélet napja
Az ítélet napja – a lélek (tíz napig tartó) Isten előtti számadása kezdődik ezen a napon a zsidó hagyományban. Isten ezeken a napokon határozza meg az elkövetkező évre az izraeliták sorsát, kit életre, kit halálra, kit örömre, kit bánatra stb. jelöl. Az életre megtérés, imádság és jó cselekedet vezet. A hagyomány szerint az Örökkévaló megítéli minden egyes teremtett lény sorsát a földön.
A hagyomány szerint ezen a napon az Örökkévaló előtt három könyv áll nyitva, a jók, a gonoszok és a közepesek könyve, melyből az egyikbe beíratik az ember. Annak függvényében, hogy mit tett az illető az elmúlt évben, aszerint kap jutalmat vagy büntetést, azaz írják be életre vagy halálra. Ezért szoktak ekkor egymásnak a hívek így köszönni: „Lesáná tová tikátévu – Jó évre legyetek beírva!”
Ennek az elnevezésnek enyhébbik formája a jom házikáron, vagyis „az emlékezés napja”. Ugyanis megemlékezik az Úr teremtményeiről, de ezt az elnevezést használja a modern zsidóság az emlékezés napjára is, amelyen a háborúkban, terror támadásokban elesett katonákra, hősökre emlékeznek.
Erre a napra készít fel a szlíchót.

## Jómá di-aríchtá
Hosszúnap – A Talmud ezen a(z arámi) néven említi a zsidó újévet, rövid formában Jómá – A nap (héberül: יום ארוך (jóm aróch)). Tulajdonképpen azért nevezik hosszúnapnak, mert tisri elseje és másodika a vallás szerint egy napnak tekintendő. Ez az ünnep Izraelben is két napos, ellentétben sok más ünneppel, amelyek csak a diaszpórában két naposak.

## Jóm hárat-ólám: A világ születésének napja
A világ születésnapja – A zsidóság szerint ez a nap a világ teremtésének évfordulója (A zsidó időszámítás kezdete a világ teremtésének időpontja: i. e. 3761. október 7. (Tisri 1.), vasárnap – héber hittudósok szerint), ugyanis a hagyomány szerint ezen a napon alkotta meg az Örökkévaló az első embert, így az ember teremtett voltára és Istentől való függőségére is emlékeznek ekkor. Valószínűleg az ősi zsidó naptárnak is tisri volt az első hónapja (az ókorban ez niszán volt, de a királyság megszűntével ismét a tisri lett).
Az év tisrivel kezdődik, de a héber hónapokat és az ünnepeket niszán hónaptól kell felsorolni, mert a Biblia niszán hónapot rendeli a hónapok elsejének.
Egyes bibliakutatók szerint a régi Izraelben egy évben két évet tartottak, niszán és tisri kezdettel, ez magyarázatot adhat néhány (látszólagos) ellentmondásra.

## Jóm hakkeszen: Az eltakarás napja
Tisri elseje mindig újholdra (rós hódes) esik. Az újhold mindig ünnepi jelleget ad a napoknak, ám ez az újhold különleges. Tisri hónap a naptári év első hónapja, de a hónapok közül a hetedik, mivel a hónapokat niszántól számolják, a hónapok és ünnepek újévétől. A hetes szám és a naptárbeli elsőség kabbalisztikus többletjelentést ad a napnak, főleg a számokat ilyen szinten misztifikáló zsidóság körében.

## Szokások
A rós ha-sánát megelőző teljes hónap már a tesuva, azaz a megtérés jegyében telik el. E felkészítő hónap minden egyes reggelén a zsinagógákban megfújják a sófárt, hogy felébresszék a hívek szívében a megtérés vágyát és felhívják a figyelmet a közelgő „Félelmetes Napokra”.

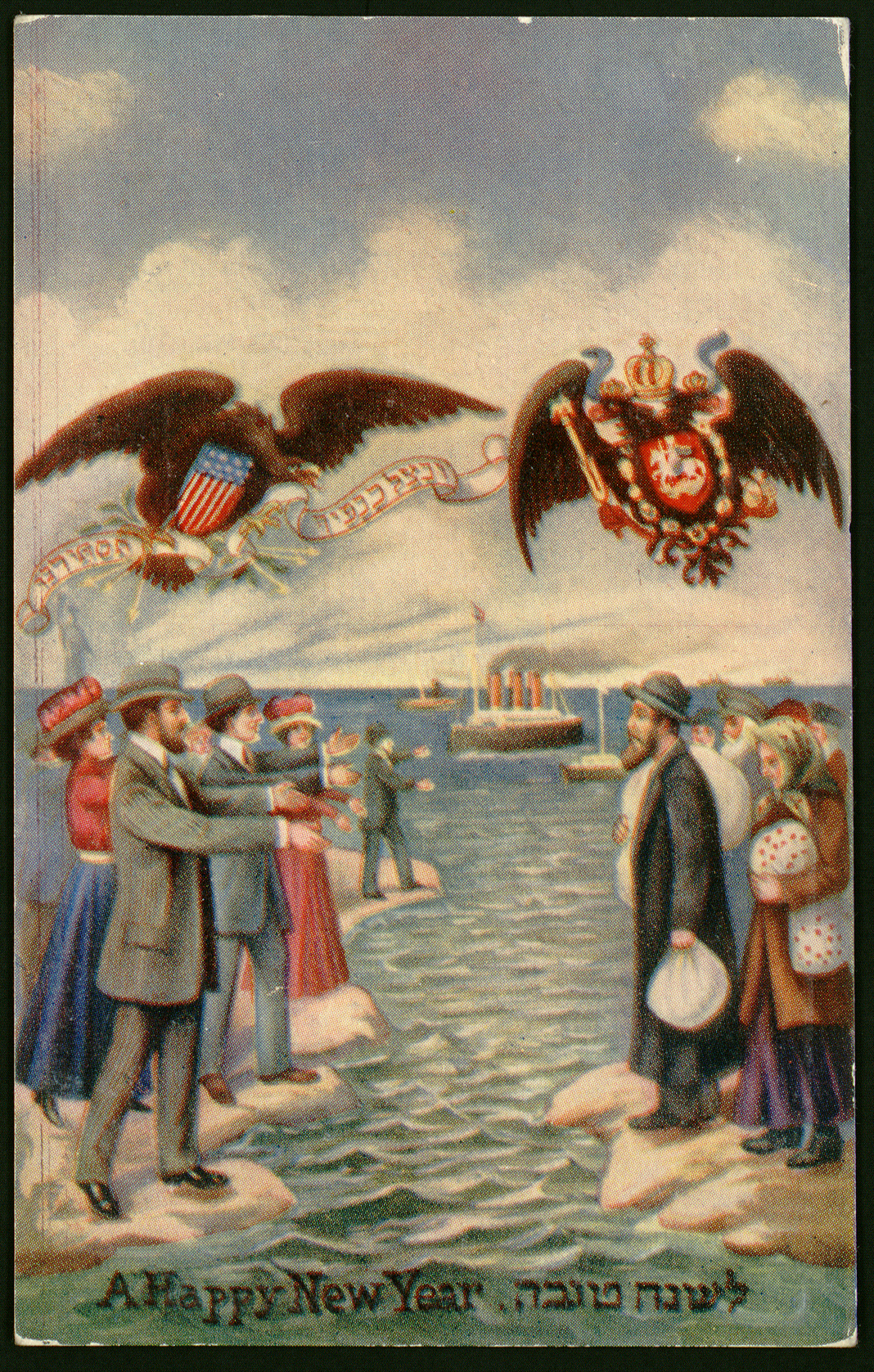
Amerikai üdvözlőkártya 1901-ből

A nap előestéjén kitlit, azaz fehér színű gyolcsruhát öltenek, melyet sokan tévesen gyászruhának hisznek, azonban nem az, a zsidó kultúrában a fehér az ünneplőruha színe, bár szokás a halottakat ünneplőruhában búcsúztatni. Az is igaz, hogy a tizenharmadik századtól a kitli főleg a gyászszertartások öltözéke, így rávezeti az embert a bűnbánatra. Ilyenkor a zsinagógákban is a fehér szín az uralkodó, fehér többek között a frigyszekrényt (áron hákodes) takaró függöny (párochet), a Tóraolvasó asztal (sulhán) terítője is.
Babonásabb gondolkodású családokban rós ha-sána idején az egész napot olyan dolgokkal töltik, amelyeket egész évben szeretnének végezni. Egyes helyeken ilyenkor nem alszanak, nehogy végigaludják az évet. Erre tanít a Talmud is a szimán tov (jó ómen) magyarázatánál. Alvás, pihenés helyett a Tórát tanulmányozzák és a zsoltárokat olvassák (általában kétszer olvassák el a százötven zsoltárt, mert az pont háromszázat ad, ami egyenlő a megbocsátás héber szavának számértékével).
Ilyenkor a máskor hosszúkás, sós ünnepi kalács (barchesz) is kerek és édes. A szokásos sóba mártást felváltja a mézbe mártás. Szokás a kalácsot a zsinagógában közösen fogyasztani és jókívánságokat mondani (sáná tová umtuká – jó és édes év köszöntsön mindannyiunkra, vagy lesáná tová tikátévu vetéhátému! – jó évre legyetek beírva és lepecsételve!). Innen ered az ünnep kesze (gyülekezés) elnevezése.
Szokás az esti édes és zsíros (kövér) ételekből álló vacsoránál halat is tálalni a fejével egyben, utalva a Tóra ígéretére:
„És fejjé tesz téged az Úr és nem farkká, és mindinkább feljebbvaló leszesz és nem alábbvaló, ha hallgatsz az Úrnak, a te Istenednek parancsolataira, a melyeket én parancsolok ma néked, hogy tartsd meg és teljesítsd azokat;”
Mózes V. könyve 28. fejezet 13. (Károli Gáspár fordítása)
Egyes helyeken az esti vacsoránál a fiúgyerekek bűnvallást tesznek apjuknak az elmúlt évre vonatkozóan (ezt többnyire az apai tányér mellé helyezett levélben teszik meg). Ilyenkor az apa természetesen megbocsát és az évet tiszta lappal indítják.

### Taslích
Közép-Európa szerte a zsidóság egy érdekes szokást gyakorol rós ha-sána első napjának délutánján – ha az a nyugalomnapra esik akkor másnap – a taslích szertartást.
A kenyérmorzsát összegyűjtik és délután egy folyóba szorják, így szimbolikusan a vízbe vetik bűneiket, ezáltal tisztán kezdhetik meg az új esztendőt. Az ezt követő napokat hívják egészen jom kippurig a „bűnbánó napoknak” is.